# Fuente de Lotta
La Fuente de Lotta (en inglés: Lotta's Fountain) es una fuente histórica, ubicada en la intersección de la calle Market, donde las calles Geary y Kearny  conectan en el centro de San Francisco, en California al oeste de Estados Unidos.
Fue dedicada el 9 de septiembre de 1875. La fuente de hierro fundido sirvió como punto de encuentro, durante el terremoto de San Francisco en 1906 y tras el fuego, un panel de metal en un lado de la fuente indica ese evento histórico. Otro panel también menciona a la legendaria soprano de ópera Luisa Tetrazzini, que cantó para la gente en la fuente en la Nochebuena de 1910. La placa fue instalada en 1911. El pilar de la obra fue donado a San Francisco por la artista Lotta Crabtree, en 1916.